# Aliecer Urrutia
Aliecer Urrutia Delgado (22 settembre 1974) è un ex triplista cubano.

## Palmarès

### Mondiali
- 1 medaglia:
  - 1 bronzo (Atene 1997)

### Mondiali indoor
- 1 medaglia:
  - 1 argento (Parigi 1997)

### Universiadi
- 1 medaglia:
  - 1 argento (Catania 1997)

### Campionati centroamericani e caraibici
- 2 medaglie:
  - 2 argenti (Cali 1993; Maracaibo 1998)

### Campionati ibero-americani
- 1 medaglia:
  - 1 argento (Città del Guatemala 2002)